# 我耳邊的糖果
《我耳邊的甜心》（韓語：내 귀에 캔디）是韓國tvN的綜藝節目，電影《HER》的真實綜藝版。製作組邀請來賓與「Candy」秘密通話並傾聽其內容，來賓與「Candy」均透過通話來公開自己的生活。另外，來賓需推理「Candy」是誰。第一季於2017年1月10日結束，而於同年1月12日導演談及第二季將改為「通電話的雙方都將不知道對方的身份」。第二季於2017年2月18日首播。第二季的規則修改，修改為通話雙方均不知道對方身分的情況下進行通話。

## 各集來賓

### 第一季
| 集數 | 播放日期       | 來賓 |
| ---- | -------------- | --- |
| 1    | 2016年8月18日  | 張根碩、徐章煇、景收真、Jisoo。                                                                                               |
| 2    | 2016年8月25日  | 張根碩、河怡九（真實身分為劉寅娜） 徐章煇、Natasha（真實身分為安文淑） 景收真、戀愛妖精 Jisoo、19歲純情（真實身分為李世英）。 |
| 3    | 2016年9月1日   | 張根碩、西伯利亞哈士奇 徐章煇、小公主莎拉 景收真、戀愛妖精（真實身分為Muzie） Jisoo。                                         |
| 4    | 2016年9月8日   | 張根碩、西伯利亞哈士奇（真實身分為張度練） 徐章煇、小公主莎拉（真實身分為尹世雅） Jisoo、鼻鼻（真實身分為徐寅永(Jewelry)）。  |
| 5    | 2016年9月22日  | 張根碩、夜霧 徐章煇、戀愛大神 安宰弘、韓星。                                                                                  |
| 6    | 2016年9月29日  | 張根碩、夜霧（真實身分為高聖熙） 徐章煇、戀愛大神（真實身分為金善映） 安宰弘、韓星（真實身分為池錫辰）。                      |
| 7    | 2016年10月6日  | 張根碩、阿佛洛狄忒 安宰弘、張曼玉。                                                                                           |
| 8    | 2016年10月13日 | 張根碩、阿佛洛狄忒（真實身分為南圭麗） 安宰弘、張曼玉（真實身分為金完宣） 朴荷娜、狎鷗亭僕人。                                |
| 9    | 2016年10月20日 | 張根碩、零心兒 成勛、粉紅 朴荷娜、狎鷗亭僕人（真實身分為昶旻(2AM)）。                                                         |
| 10   | 2016年10月27日 | 張根碩、零心兒（真實身分為惠利） 成勛、粉紅（真實身分為許齡智） 全昭旻、月光獵人。                                            |
| 11   | 2016年11月3日  | 孔明、九德瑞拉 地瓜(真實身份為韓藝里)、歐爸歐爸(真實身份為李瑞鎮) 全昭旻、月光獵人（真實身分為李廷鎮）。                      |
| 12   | 2016年11月10日 | 孔明 、九德瑞拉（真實身分為鄭惠成） 地瓜(真實身份為韓藝里)、歐爸歐爸(真實身份為李瑞鎮)。                                      |

### 第二季
| 集數 | 播放日期      | 來賓                                                                  |
| ---- | ------------- | --------------------------------------------------------------------- |
| 1    | 2017年2月18日 | 崔智友、瓶國 黃致列、蝦餃 (真實身分為庭沼珉) 。                       |
| 2    | 2017年2月25日 | 崔智友、瓶國 (真實身分為裴晟佑) 黃致列、蝦餃 (真實身分為庭沼珉) 。    |
| 3    | 2017年3月4日  | 崔智友、瓶國 (真實身分為裴晟佑) 權赫秀、藤壺 (真實身分為倞利) 。      |
| 4    | 2017年3月11日 | 崔智友、瓶國 (真實身分為裴晟佑) 李準基、BunnyBunny (真實身分為朴敏英) |
| 5    | 2017年3月18日 | 李準基、BunnyBunny (真實身分為朴敏英) 金旻載、斑比 (真實身分為李烈音) |
| 6    | 2017年3月25日 | 李準基、BunnyBunny (真實身分為朴敏英) 金旻載、斑比 (真實身分為李烈音) |
| 7    | 2017年4月1日  | 李準基、BunnyBunny (真實身分為朴敏英) 徐孝琳、狼少年(真實身分為Tei)   |
| 8    | 2017年4月8日  | 徐孝琳、狼少年(真實身分為Tei) 尹博、Daisy(真實身分為金釉利)           |
| 9    | 2017年4月15日 | 白成鉉、紅髮安妮 (真實身分為朴恩斌) 尹博、Daisy (真實身分為金釉利)    |
| 10   | 2017年4月22日 | 白成鉉、紅髮安妮 (真實身分為朴恩斌) 尹博、Daisy (真實身分為金釉利)    |

## 外部連結
- 我耳邊的糖果DAUM
- 我耳邊的糖果2DAUM